# Северная Македония на «Евровидении-2019»
Северную Македонию на конкурсе «Евровидение-2019» представила Тамара Тодевская с песней «Proud», написанной Дарко Димитровым и Робертом Билбиловым. Песня вышла в финал, и заняла 7-е место в финале. Страна победила в телеголосовании зрителей, после вторичного подсчета баллов. В финальном результате Северная Македония заняла 7 место с 305 баллами, что стало самым лучшим результатом за всю историю участия страны в конкурсе.